# Анастасиади, Анастас Евстафьевич
Анастас Евстафьевич Анастасиади (1926—1997) — советский передовик производства в деревообрабатывающей промышленности. Герой Социалистического Труда (1966).

## Биография
Родился в 1926 году в Краснодарском крае в крестьянской семье.
В 1942 году семья А. Е. Анастасиади переехала в село Большой Унгут, Манского района Красноярского края, и он устроился работать разнорабочим в Больше-Унгутское лесопромышленное хозяйство: возил воду на лесосеки, заготовлял чурку для газогенераторных машин, позже стал самостоятельно валить лес и трелевать его на гужевой тяге до ближнего склада.
С 1945 года, после окончания войны А. Е. Анастасиади был одним из первых в леспромхозе освоил бензопилу «Дружба», а затем и трактор. Сменная выработка А. Е. Анастасиади была самой высокой на участке, а план послевоенной пятилетки он выполнил за три года. Позже А. Е. Анастасиади возглавил — комплексную бригаду лесозаготовителей, и семилетний план его бригады был выполнен — досрочно.
26 апреля 1966 года представлен на соискание звания Героя Социалистического Труда решением № 3 заседания бюро Красноярского крайкома КПСС. 17 сентября 1966 года Указом Президиума Верховного Совета СССР «за выдающиеся успехи, достигнутые в выполнении заданий семилетнего плана по развитию лесной, целлюлозно-бумажной и деревообрабатывающей промышленности» Анастас Евстафьевич Анастасиади был удостоен звания Героя Социалистического Труда с вручением Ордена Ленина и золотой медали «Серп и Молот».
10 марта 1976 года Указом Президиума Верховного Совета СССР «за трудовое отличие» Анастас Евстафьевич Анастасиади был награждён Орденом Октябрьской революции.
Перед выходом на пенсию А. Е. Анастасиади работал водителем лесовоза.
Помимо основной деятельности неоднократно избирался депутатом Манского районного Советов депутатов трудящихся.
Проживал в посёлке Большой Унгут, Красноярского края. Умер 29 марта 1997 года.

## Награды
- Медаль «Серп и Молот» (17.09.1966)
- Орден Ленина (17.09.1966)
- Орден Октябрьской революции (10.03.1976)
- Медаль «За трудовую доблесть» (26.04.1963)